# 82. Golden Globe-gála
A 82. Golden Globe díjátadót 2025. január 5-én, vasárnap tartották meg. A kaliforniai Beverly Hillsben megtartandó rendezvényen a 2024-ben filmszínházakba, vagy képernyőkre került amerikai filmeket, illetve televíziós sorozatokat díjazzák. A jelölt alkotások kiválasztását és a díjazottakról való szavazást egy, az Egyesült Államokon kívüli újságírókból alkotott 310 fős testület végezte. A gálaműsort, amelynek házigazdája Nikki Glaser humorista volt, a 81. gálához hasonlóan Glenn Weiss és Ricky Kirshner produkciós csapata készítette (White Cherry Entertainment), a Golden Globe-ot szervező Dick Clark Productions megbízásából; a rendező Glenn Weiss volt. A díjátadót élőben sugározza a CBS 2025. január 5-én helyi idő szerint 17:00 órától (hazai idő szerint január 6-án 02:00 órától). A showműsort az Amerikai Egyesült Államokban streameli a Paramount+ is.
Az egyes kategóriák jelöltjeit 2024. december 9-én jelentette be Morris Chestnut és Mindy Kaling a The Beverly Hiltonban tartott, élőben közvetített sajtótájékoztatón.
A mozifilmek közül a legtöbb jelölést Jacques Audiard francia rendező spanyol nyelvű, transznemű főszereplős őrült, mexikói gengsztermusicalje kapta. Tíz jelölésével az alkotás a Golden Globe történetének legtöbbször jelölt vígjátékai vagy zenés filmjei közé került, mindössze eggyel maradva le a Nashville 1975-ben felállított tizenegyes rekordjától. A második legtöbb jelölést A brutalista kapta (hét), amelyet a Konklávé követ hat jelöléssel. A díjkiosztón a papírfoma érvényesült: az Emilia Pérez négy, míg A brutalista három díjat sepert be.
A televíziós alkotások közül A mackó öt jelölést kapott, amelyet A sógun és a Gyilkos a házban követ négy-négy jelöléssel. A legnagyobb győzelmet A sógun aratta, mind a négy jelölését arany glóbuszra váltotta; sikeres volt a Hacks – A pénz beszél és a Szarvasbébi, amelyek 2-2 díjat szereztek.
2024. december 3-án bejelentették, hogy egy év kihagyás után újra odaítélik a korábban megszokott két életműdíjat; azonban azokat nem a gálán, hanem 2024. január 3-án, pénteken adták át egy gálavacsora keretében. A Cecil B. DeMille-életműdíjat Viola Davis, míg a Carol Burnett-életműdíjat Ted Danson vehette át.

## Jelölések és díjak

### Mozifilmek
A nyertesek a táblázat első sorában, félkövérrel vannak jelölve.
| Legjobb filmes díjak | Legjobb filmes díjak |
| Legjobb filmdráma | Legjobb vígjáték vagy zenés film |
| --- | --- |
| - A brutalista - Dűne: Második rész - Konklávé - A Nickel-fiúk - Sehol se otthon - Szeptember 5. | - Emilia Pérez - Anora - A szer - Challengers - Rokonszenvedés - Wicked |
| Legjobb animációs film | Legjobb idegen nyelvű film |
| - Áradás - Agymanók 2. - A vad robot - Egy csiga emlékiratai - Vaiana 2. - Wallace és Gromit: A szárnyas bosszúja | - Emilia Pérez (Franciaország) - Én még itt vagyok (Brazília) - A szent füge magja (Németország) - Lány a tűvel (Dánia) - Minden, ami fénynek tűnik (India) - Vermiglio (Olaszország) |
| Legjobb filmes alakítások (filmdráma) | |
| Színész | Színésznő |
| - Adrien Brody – A brutalista, mint László Tóth - Timothée Chalamet – Sehol se otthon, mint Bob Dylan - Daniel Craig – Queer, mint William Lee - Colman Domingo – Sing Sing, mint John "Divine G." Whitfield - Ralph Fiennes – Konklávé, mint Thomas Lawrence bíboros - Sebastian Stan – The Apprentice – A Trump-sztori, mint Donald Trump | - Fernanda Torres – Én még itt vagyok, mint Eunice Paiva - Pamela Anderson – Az utolsó táncosnő, mint Shelly - Angelina Jolie – Maria, mint Maria Callas - Nicole Kidman – Jókislány, mint Romy Mathis - Tilda Swinton – A szomszéd szoba, mint Martha Hunt - Kate Winslet – Lee, mint Lee Miller                   |
| Legjobb filmes alakítások (vígjáték vagy zenés film) | |
| Színész | Színésznő |
| - Sebastian Stan – A Different Man, mint Edward Lemuel / Guy Moratz - Jesse Eisenberg – Rokonszenvedés, mint David Kaplan - Hugh Grant – Eretnek, mint Mr. Reed - Gabriel LaBelle – Saturday Night: A kezdetek, mint Lorne Michaels - Jesse Plemons – A kegyelem fajtái, mint Robert / Daniel / Andrew - Glen Powell – A bérgyilkos, aki nem is volt, mint Gary Johnson | - Demi Moore – A szer, mint Elisabeth Sparkle - Amy Adams – Éjszakai szuka, mint Anya - Cynthia Erivo – Wicked, mint Elphaba Thropp - Karla Sofía Gascón – Emilia Pérez, mint Emilia Pérez / Juan "Manitas" Del Monte - Mikey Madison – Anora, mint Anora "Ani" Mikheeva - Zendaya – Challengers, mint Tashi Duncan |
| Legjobb mellékszereplők (filmdráma, vígjáték vagy zenés film) | |
| Színész | Színésznő |
| - Kieran Culkin – Rokonszenvedés, mint Benji Kaplan - Yura Borisov – Anora, mint Igor - Edward Norton – Sehol se otthon, mint Pete Seeger - Guy Pearce – A brutalista, mint Harrison Van Buren - Jeremy Strong – The Apprentice – A Trump-sztori, mint Roy Cohn - Denzel Washington – Gladiátor II., mint Macrinus | - Zoë Saldana – Emilia Pérez, mint Rita Mora Castro - Selena Gomez – Emilia Pérez, mint Jessi Del Monte - Ariana Grande – Wicked, mint Galinda Upland - Felicity Jones – A brutalista, mint Erzsébet Tóth - Margaret Qualley – A szer, mint Sue - Isabella Rossellini – Konklávé, mint Agnes nővér                  |
| Egyéb | |
| Legjobb rendező | Legjobb forgatókönyv |
| - Brady Corbet – A brutalista - Jacques Audiard – Emilia Pérez - Sean Baker – Anora - Edward Berger – Konklávé - Coralie Fargeat – A szer - Payal Kapadia – Minden, ami fénynek tűnik | - Peter Straughan – Konklávé - Jacques Audiard – Emilia Pérez - Sean Baker – Anora - Brady Corbet és Mona Fastvold – A brutalista - Jesse Eisenberg – Rokonszenvedés - Coralie Fargeat – A szer |
| Legjobb eredeti filmzene | Legnagyobb mozi- és kasszasiker |
| - Trent Reznor és Atticus Ross – Challengers - Volker Bertelmann – Konklávé - Daniel Blumberg – A brutalista - Kris Bowers – A vad robot - Clément Ducol és Camille – Emilia Pérez - Hans Zimmer – Dűne: Második rész | - Wicked - Agymanók 2. - Alien: Romulus - A vad robot - Beetlejuice Beetlejuice - Deadpool & Rozsomák - Gladiátor II. - Twisters – Végzetes vihar |
| Legjobb eredeti filmbetétdal | |
| - „El Mal” (Clément Ducol, Camille, és Jacques Audiard) – Emilia Pérez - „Beautiful That Way” (Andrew Wyatt, Miley Cyrus, és Lykke Li) – Az utolsó táncosnő - „Forbidden Road” (Robbie Williams, Freddy Wexler, és Sacha Skarbek) – Better Man: Robbie Williams - „Kiss the Sky” (Delacey, Jordan K. Johnson, Stefan Johnson, Maren Morris, Michael Pollack, és Ali Tamposi) – A vad robot - „Mi Camino” (Clément Ducol és Camille) – Emilia Pérez - „Repress” (Trent Reznor, Atticus Ross, és Luca Guadagnino) – Challengers | |

### Televízió
A nyertesek a táblázat első sorában, félkövérrel vannak jelölve.
| Legjobb televíziós sorozat | Legjobb televíziós sorozat |
| Drámasorozat | Musical- vagy vígjátéksorozat |
| --- | --- |
| - A sógun (FX / Hulu) - A Sakál napja (Peacock) - A diplomata (Netflix) - Mr. & Mrs. Smith (Prime Video) - Utolsó befutók (Apple TV+) - Nyerd meg az életed (Netflix) | - Hacks – A pénz beszél (HBO / HBO Max) - Abbott Általános Iskola (ABC) - A mackó (FX / Hulu) - Úriemberek (Netflix) - Bármit, csak ezt ne (Netflix) - Gyilkos a házban (Hulu) |
| Minisorozat, antológiasorozat vagy tévéfilm | |
| - Szarvasbébi (Netflix) - Cáfolat (Apple TV+) - Szörnyetegek: A Lyle és Erik Menendez-sztori (Netflix) - Pingvin (HBO / Max) - Ripley (Netflix) - True Detective – A törvény nevében 4. évad (HBO / Max) | |
| Legjobb főszereplő (drámasorozat) | |
| Színész | Színésznő |
| - Szanada Hirojuki – A sógun (FX / Hulu), mint Tokugava Iejaszu - Donald Glover – Mr. & Mrs. Smith (Prime Video), mint John Smith / Michael - Jake Gyllenhaal – Ártatlanságra ítélve (Apple TV+), mint Rusty Sabich - Gary Oldman – Utolsó befutók (Apple TV+), mint Jackson Lamb - Eddie Redmayne – A Sakál napja (Peacock), mint "A Sakál" - Billy Bob Thornton – Az olajügynök (Paramount+), mint Tommy Norris                                    | - Anna Sawai – A sógun (FX / Hulu), mint Toda Mariko - Kathy Bates – Matlock (CBS), mint Madeline Kingston / "Matty" Matlock - Emma D’Arcy – Sárkányok háza (HBO / Max), mint Rhaenyra Targaryen királynő - Maya Erskine – Mr. & Mrs. Smith (Prime Video), mint Jane Smith / Alana - Keira Knightley – Fekete galamb (Netflix), mint Helen Webb - Keri Russell – A diplomata (Netflix), mint Ambassador Katherine "Kate" Wyler                 |
| Legjobb főszereplő (musical- vagy vígjátéksorozat) | |
| Férfi főszereplő | Női főszereplő |
| - Jeremy Allen White – A mackó (FX / Hulu), mint Chef Carmen "Carmy" Berzatto - Adam Brody – Bármit, csak ezt ne (Netflix), mint Noah Roklov - Ted Danson – Beépített öregúr (Netflix), mint Charles - Steve Martin – Gyilkos a házban (Hulu), mint Charles-Haden Savage - Jason Segel – Direkt terápia (Apple TV+), mint Jimmy Laird - Martin Short – Gyilkos a házban (Hulu), mint Oliver Putnam                                                   | - Jean Smart – Hacks – A pénz beszél (HBO / Max), mint Deborah Vance - Kristen Bell – Bármit, csak ezt ne (Netflix), mint Joanne - Quinta Brunson – Abbott Általános Iskola (ABC), mint Janine Teagues - Ayo Edebiri – A mackó (FX / Hulu), mint Sydney Adamu - Selena Gomez – Gyilkos a házban (Hulu), mint Mabel Mora - Kathryn Hahn – Mindvégig Agatha (Disney+), mint Agatha Harkness                                                      |
| Legjobb főszereplő (minisorozat vagy tévéfilm) | |
| Férfi főszereplő | Női főszereplő |
| - Colin Farrell – Pingvin (HBO / Max), mint Oswald "Oz" Cobb, a Pingvin - Richard Gadd – Szarvasbébi (Netflix), mint Donny Dunn - Kevin Kline – Cáfolat (Apple TV+), mint Stephen Brigstocke - Cooper Koch – Szörnyetegek: A Lyle és Erik Menendez-sztori (Netflix), mint Erik Menendez - Ewan McGregor – Egy úr Moszkvában (Paramount+), mint Alekszander Rosztov gróf - Andrew Scott – Ripley (Netflix), mint Tom Ripley                           | - Jodie Foster – True Detective – A törvény nevében 4. évad (HBO / Max), mint Liz Danvers rendőrfőnök - Cate Blanchett – Cáfolat (Apple TV+), mint Catherine Ravenscroft - Cristin Milioti – Pingvin (HBO / Max), mint Sofia Gigante - Sofía Vergara – Griselda (Netflix), mint Griselda Blanco - Naomi Watts – Viszály: Capote és a hattyúk (FX / Hulu), mint Babe Paley - Kate Winslet – A rezsim (HBO / Max), mint Chancellor Elena Vernham |
| Legjobb mellékszereplő (minisorozat vagy tévéfilm) | |
| Férfi mellékszereplő | Női mellékszereplő |
| - Aszano Tadanobu – A sógun (FX / Hulu), mint Kasigi Jabusige - Javier Bardem – Szörnyetegek: A Lyle és Erik Menendez-sztori (Netflix), mint José Menendez - Harrison Ford – Direkt terápia (Apple TV+), mint Dr. Paul Rhoades - Jack Lowden – Utolsó befutók (Apple TV+), mint River Cartwright - Diego Luna – La Máquina: Boksz életre vagy halálra (Disney+), mint Andy Pérez - Ebon Moss-Bachrach – A mackó (FX / Hulu), mint Richard Jerimovich | - Jessica Gunning – Szarvasbébi (Netflix), mint Martha Scott - Liza Colón-Zayas – A mackó (FX / Hulu), mint Tina Marrero - Hannah Einbinder – Hacks – A pénz beszél (HBO / Max), mint Ava Daniels - Dakota Fanning – Ripley (Netflix), mint Marge Sherwood - Allison Janney – A diplomata (Netflix), mint Grace Penn alelnök - Kali Reis – True Detective – A törvény nevében 4. évad (HBO / Max), mint Evangeline Navarro közrendőr           |
| Legjobb televíziós stand-up komikus | |
| - Ali Wong – Ali Wong: Single Lady (Netflix) - Jamie Foxx – Jamie Foxx: What Had Happened Was… (Netflix) - Nikki Glaser – Nikki Glaser: Someday You'll Die (HBO / Max) - Seth Meyers – Seth Meyers: Dad Man Walking (HBO / Max) - Adam Sandler – Adam Sandler: Love You (Netflix) - Ramy Youssef – Ramy Youssef: More Feelings (HBO / Max) | |

## Különdíjak

### Cecil B. DeMille-életműdíj
- Viola Davis[8]

### Carol Burnett-életműdíj
- Ted Danson[8]

## Többszörös jelölések és elismerések
| Jelölés | Díj | Cím                             |
| ------- | --- | ------------------------------- |
| 10      | 4   | Emilia Pérez                    |
| 7       | 3   | A brutalista                    |
| 6       | 1   | Konklávé                        |
| 5       | 1   | A szer                          |
| 5       | 0   | Anora                           |
| 4       | 1   | Challengers                     |
| 4       | 1   | Rokonszenvedés                  |
| 4       | 1   | Wicked                          |
| 4       | 0   | A vad robot                     |
| 3       | 0   | Sehol se otthon                 |
| 2       | 1   | Én még itt vagyok               |
| 2       | 0   | Agymanók 2.                     |
| 2       | 0   | Dűne: Második rész              |
| 2       | 0   | Gladiátor II.                   |
| 2       | 0   | Minden, ami fénynek tűnik       |
| 2       | 0   | The Apprentice – A Trump-sztori |
| 2       | 0   | Az utolsó táncosnő              |

| Jelölés | Díj | Cím                                          |
| ------- | --- | -------------------------------------------- |
| 5       | 1   | A mackó                                      |
| 4       | 4   | A sógun                                      |
| 4       | 0   | Gyilkos a házban                             |
| 3       | 2   | Hacks – A pénz beszél                        |
| 3       | 2   | Szarvasbébi                                  |
| 3       | 1   | Pingvin                                      |
| 3       | 1   | True Detective – A törvény nevében           |
| 3       | 0   | A diplomata                                  |
| 3       | 0   | Bármit, csak ezt ne                          |
| 3       | 0   | Cáfolat                                      |
| 3       | 0   | Mr. & Mrs. Smith                             |
| 3       | 0   | Ripley                                       |
| 3       | 0   | Szörnyetegek: A Lyle és Erik Menendez-sztori |
| 3       | 0   | Utolsó befutók                               |
| 2       | 0   | Abbott Általános Iskola                      |
| 2       | 0   | A Sakál napja                                |
| 2       | 0   | Direkt terápia                               |

## Díjátadó személyek
A gálán az alábbi személyek adták át az egyes kategóriák díjait.
| Nevek                              | Szerep |
| ---------------------------------- | --- |
| Auli’i Cravalho Dwayne Johnson     | A legjobb női mellékszereplő (sorozat, minisorozat vagy tévéfilm) díj átadói                                                                        |
| Kate Hudson Mindy Kaling           | A legjobb női főszereplő (musical- vagy vígjátéksorozat) díj átadói                                                                                 |
| Ariana DeBose Ke Huy Quan          | A legjobb férfi mellékszereplő (mozifilm) díj átadói                                                                                                |
| Margaret Qualley Demi Moore        | A legjobb férfi főszereplő (drámasorozat) díj átadói                                                                                                |
| Kathy Bates Anthony Ramos          | A legjobb női mellékszereplő (sorozat, minisorozat vagy tévéfilm) és legjobb férfi mellékszereplő (sorozat, minisorozat vagy tévéfilm) díjak átadói |
| Jennifer Coolidge                  | A legjobb férfi főszereplő (musical- vagy vígjátéksorozat) díj átadója                                                                              |
| Morris Chestnut Kaley Cuoco        | A legjobb forgatókönyv díj átadói |
| Nate Bargatze                      | A legjobb televíziós stand-up komikus díj átadója                                                                                                   |
| Sharon Stone                       | A legjobb idegen nyelvű film díj átadója |
| Anya Taylor-Joy Miles Teller       | A legjobb férfi főszereplő (minisorozat vagy tévéfilm) díj átadói                                                                                   |
| Catherine O’Hara Seth Rogen        | A legjobb női főszereplő (minisorozat vagy tévéfilm) díj átadói                                                                                     |
| Kerry Washington Andrew Garfield   | A legjobb női főszereplő (filmmusical vagy vígjáték) legjobb férfi főszereplő (zenés film vagy vígjáték) díjak átadói                               |
| Anthony Mackie Harrison Ford       | A legjobb animációs film díj átadói |
| Michael Keaton                     | A legjobb filmrendező díj átadója |
| Elton John Brandi Carlile          | A legjobb eredeti filmzene díj átadói |
| Michelle Yeoh Jeff Goldblum        | A legjobb eredeti filmbetétdal díj átadói |
| Vin Diesel                         | A legnagyobb mozi- és kasszasiker díj átadója |
| Rachel Brosnahan Sarah Paulson     | A legjobb minisorozat, antológiasorozat vagy tévéfilm díj átadói                                                                                    |
| Awkwafina Melissa McCarthy         | A legjobb musical- vagy vígjátéksorozat díj átadói                                                                                                  |
| Colman Domingo Salma Hayek Pinault | A legjobb női főszereplő (drámasorozat) díj átadói                                                                                                  |
| Zoë Kravitz Colin Farrell          | A legjobb drámasorozat díj átadói |
| Viola Davis                        | A legjobb női főszereplő (filmdráma) díj átadója |
| Édgar Ramírez Gal Gadot            | A legjobb férfi főszereplő (filmdráma) díj átadói                                                                                                   |
| Glenn Close                        | A legjobb filmdráma díj átadója |
| Nicolas Cage                       | A legjobb filmmusical vagy vígjáték díj átadója |